# Castello di Litomyšl
Il castello di Litomyšl (in ceco: Státní zámek v Litomyšli) è uno dei più grandi castelli rinascimentali della Repubblica Ceca. Di proprietà dello stato ceco, si trova nel centro della città di Litomyšl ed è stato dichiarato patrimonio mondiale dell'UNESCO nel 1999. Il castello di Litomyšl è un eccezionale esempio di castello con porticato, un tipo di edificio sviluppato per la prima volta in Italia e modificato nel nord europeo per creare una forma evoluta di particolare qualità architettonica. Elementi alto-barocchi furono aggiunti a questo castello nel XVIII secolo.

## Storia
La città di Litomyšl si sviluppò nel XIII secolo sulla via commerciale tra la Boemia e la Moravia. Nel 1568 iniziarono i lavori per la costruzione del castello, sotto la supervisione di Jan Baptista Avostalis e suo fratello Oldřich. Nel 1580 la maggior parte dell'edificio era stata costruita. Il castello fu dominio della prestigiosa famiglia Pernštejn dal 1567 fino alla morte dell'ultimo membro della casa, Frebonie, nel 1646. Presso la birreria, un edificio secondario accanto al castello, nacque nel 1824 il famoso compositore ceco Bedřich Smetana.
Alla fine del XVIII secolo, gli interni e il parco del castello furono ridisegnati in stile tardo barocco e sono ancora conservati oggi.

## Descrizione
Il castello è costituito da tre piani e da quattro ali disposte asimmetricamente. La più grande è l'ala ovest, mentre la più piccola è l'ala sud, con una galleria ad arcate a due piani, che chiude un cortile quadrato.[4] Attorno a questo cortile continuano le arcate e la volta a crociera. L'ala orientale contiene la cappella del castello, mentre l'ala occidentale contiene un teatro, con le decorazioni sceniche, i macchinari e l'auditorium conservati intatti.

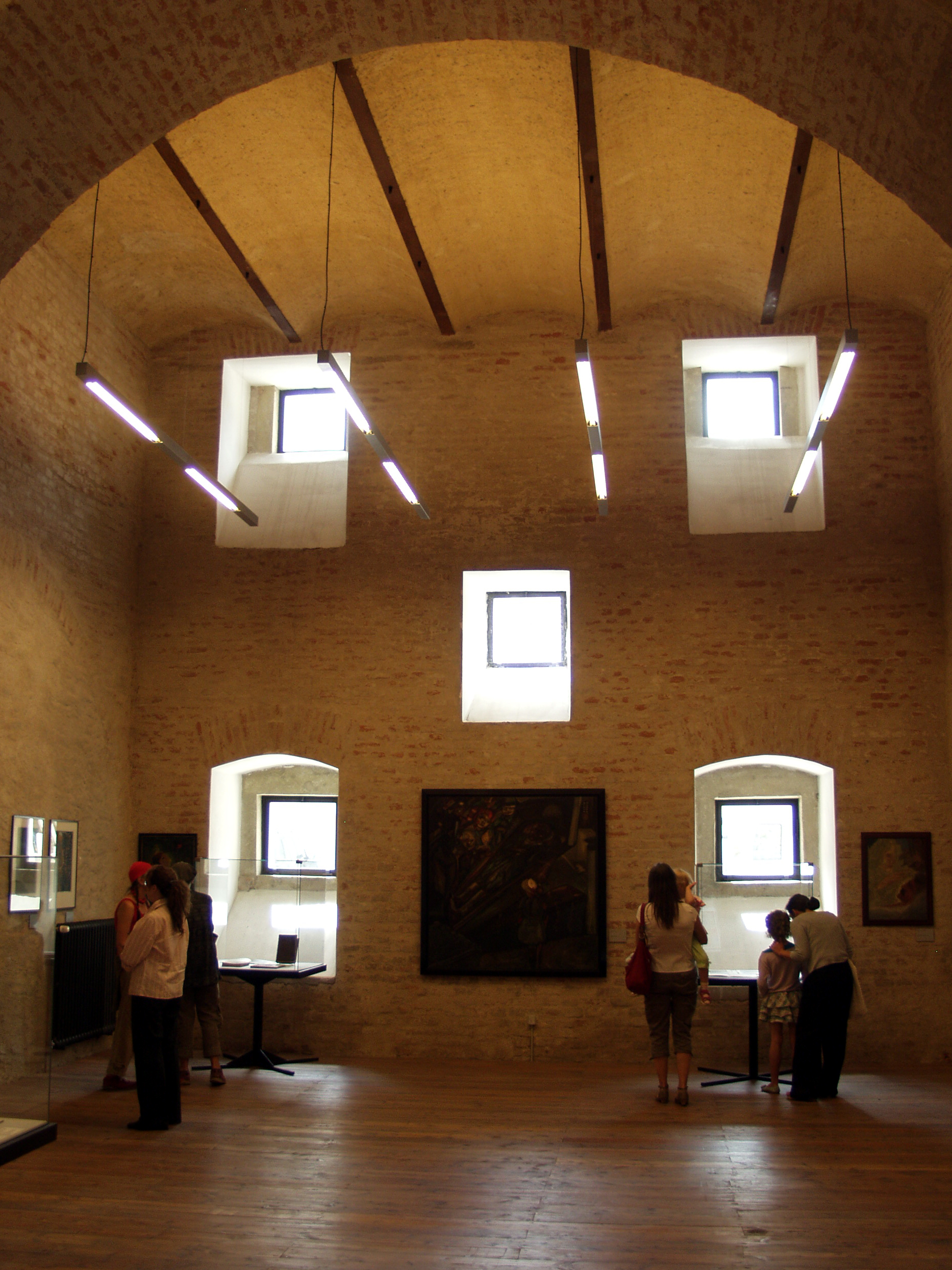
Interno della birreria.

Oltre al castello, ci sono diversi edifici ausiliari, tra cui la Birreria, che si trova a sud del cortile esterno più grande e fu originariamente progettata con decorazioni a graffito per completare il castello. Dopo un incendio nel 1726 fu ristrutturato dal famoso architetto barocco František Maxmilián Kaňka. È presente anche un parco in stile inglese e un padiglione in stile barocco.